# Gjumjurdzjinski snezjnik
Gjumjurdzjinski snezjnik är en bergskedja i Bulgarien. Den ligger i den södra delen av landet, 230 km sydost om huvudstaden Sofia.